# Jan V van Gruuthuse

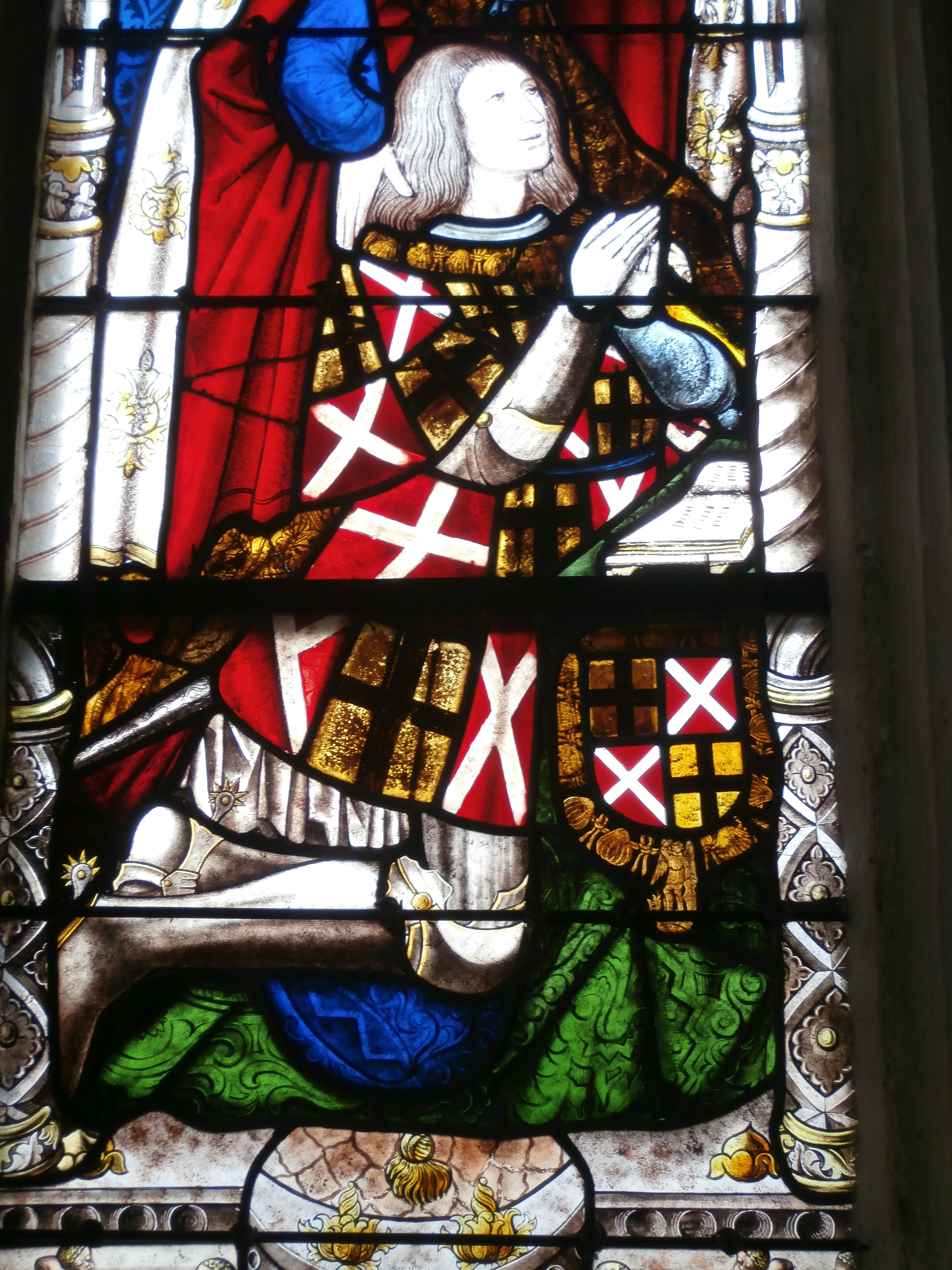
Jan V op een glasraam uit 1506 in een kerk in Montmirail

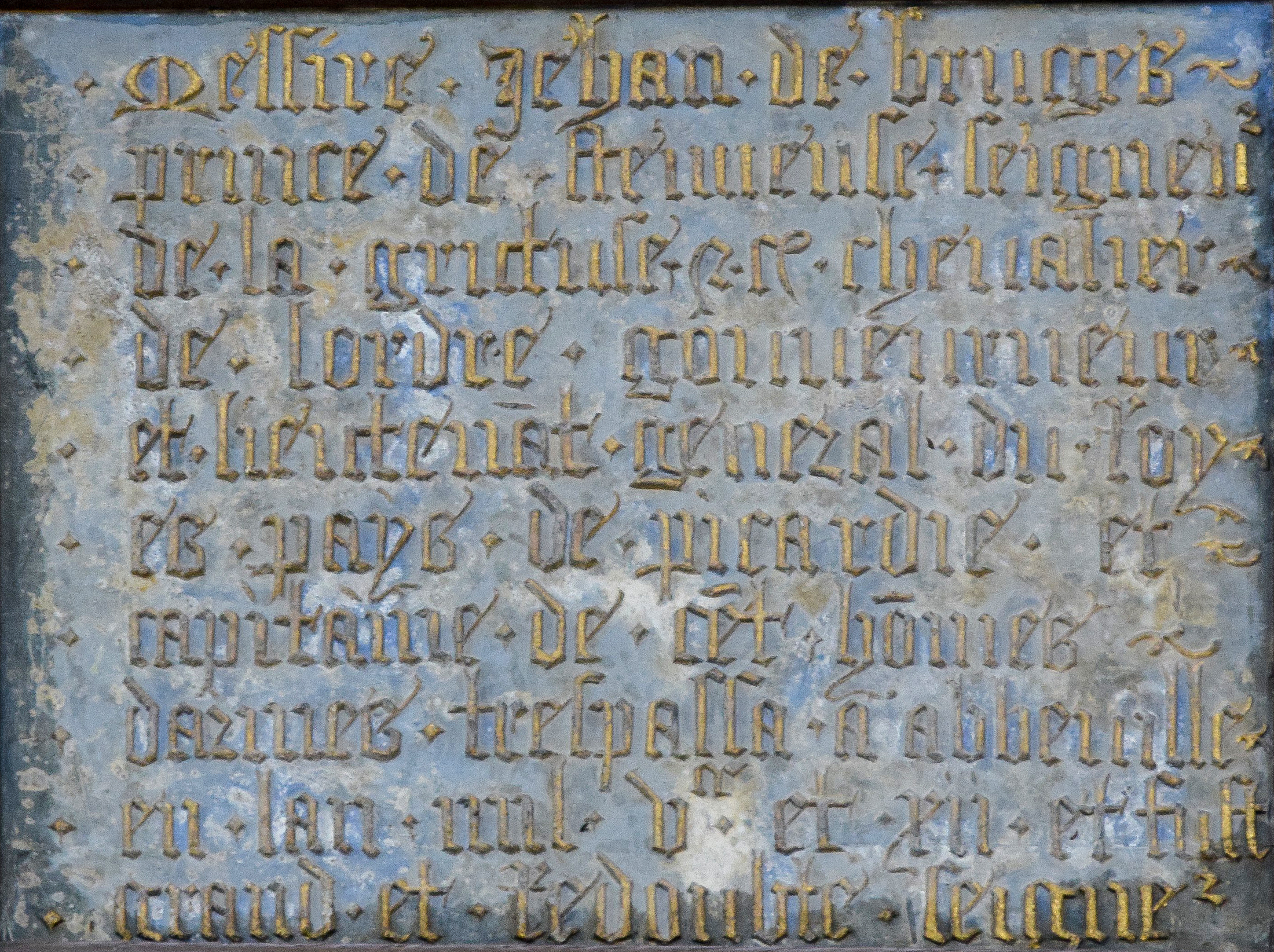
Zijn grafschrift in de abdij van Saint-Riquier

Jan V van Gruuthuse (circa 1458 - Abbeville, 1512), ook Jan van Brugge genoemd, was een lid van de familie Gruuthuse. Hij werd krijgsgevangen genomen na de slag bij Guinegate. Na de vrede van Atrecht in 1482 benoemde men hem tot kapitein van het kasteel van Rijsel. Hij diende het Franse koninkrijk onder koning Lodewijk XI. Karel VIII benoemde hem tot kapitein van Abbeville en gouverneur van Picardië.

## Biografie
Jan was een zoon van Lodewijk van Gruuthuse en Margaretha, gravin van Borssele. Hij huwde driemaal:
- met Marie d'Auxi, dochter van Jean d'Auxi
- met Renée de Bueil, dochter van Antoine, graaf van Sancerre en zijn vrouw Jeanne de Valois, natuurlijke dochter van koning Karel VII van Frankrijk
- met Marie de Melun (†1536), vrouwe van Montmirail

Hij was een weldoener van de abdij van Saint-Riquier waar hij werd begraven. Het voetstuk van zijn tombe is er nog steeds te zien, het enige van oudheidkundig belang in de abdij.